# J̄
Cette page contient des caractères spéciaux ou non latins. S’ils s’affichent mal (▯, ?, etc.), consultez la page d’aide Unicode.
J̄ (minuscule : j̄), appelé J macron, est un graphème utilisé dans la romanisation Yaghoubi du pachto ou dans la romanisation de l’alphabet kharoshthi. Il s’agit de la lettre J diacritée d’un macron.

## Représentations informatiques
Le J macron peut être représenté avec les caractères Unicode suivants :
- décomposé (latin de base, diacritiques) :

| formes    | représentations | chaînes de caractères | points de code | descriptions                                 |
| --------- | --------------- | --------------------- | -------------- | -------------------------------------------- |
| majuscule | J̄               | J◌̄                    | U+004A U+0304  | lettre majuscule latine j diacritique macron |
| minuscule | j̄               | j◌̄                    | U+006A U+0304  | lettre minuscule latine j diacritique macron |